# Vila Bedeković u Varaždinu
Vila Bedeković, građevina u Varaždinu. Podignuta 1827. g., vrijedan je primjer samostojeće klasicističke vile okružene velikom vrtnom površinom, a svojim se dekorativnim pročeljem ističe na čitavom urbanističkom potezu ulice. Ova, po vremenu svoje transformacije, historicistička vila pravokutnog tlocrta nosi još karakteristike klasicističke umjetnosti: svojim glavnim sjevernim pročeljem pokazuje skladnu jednokatnu građevinu sa središnjim istaknutim rizalitom (širine tri prozorske osi) u obliku portika, s visokim i vitkim klasicističkim stupovima nadvišenih trokutastom atikom.
Podigao ju je varaždinski liječnik dr. Vilim Müller koji je zaslužan za varaždinski park, popločavanje središnjih ulica grada, početak izgradnje kanalizacije, uličnu rasvjetnu te sadnju mnogih drvoreda. Vila je dobila ime po kasnijem vlasniku, banu Kolomanu Bedekoviću koji je zaslužan za njeno oblikovanje u klasicističkom stilu.

## Zaštita
Pod oznakom Z-2944 zavedeno je kao nepokretno kulturno dobro - pojedinačno, pravna statusa zaštićena kulturnog dobra, klasificirano kao "stambena građevina".